# お父さんのためのワイドショー講座
お父さんのためのワイドショー講座（おとうさんのためのワイドショーこうざ）は、1991年 - 2008年までTBS系列で放送されていた報道・情報番組『ブロードキャスター』の1コーナーである。通称および略称は「ワイドショー講座」。
同番組終了後も、同局の別番組でタイトルを変えながら同様の企画が復活している（後述参照）。

## 概要
民放各局（在京キー局）のワイドショーを全てチェックし、その事柄が扱われた放送時間の合計が長い順にランキングしたものを紹介していくコーナー。
週間上位10位までが発表された。年内最終放送では、「ブロードキャスター事件簿」枠を当コーナーに振り替え、上位100位（2007年は上位50位）までの年間ランキングを発表していた（2007年はほぼ全編が当コーナーに）。
ランキングで紹介されるタイトルは駄洒落またはオヤジギャグを用いたものが非常に多かった。ただし重大事件に関してはこの限りではない。
ランキングは番組ホームページに最新のものを掲載していたほか、産経新聞（東京本社版）朝刊の文化・芸能面に、毎月中旬に1か月間のランキングをまとめて掲載（1 - 5位）していた（『オールスター感謝祭』などで放送が休止になった週のワイドショーランキングは、調査会社が別に調べたものを掲載）。かつては週刊TVガイドの視聴率情報ページにも2000年代に入ってから放送翌々週発売号に掲載されていたが、2007年限りで廃止された（同ページにはテレビ東京『出没!アド街ック天国』のランキングも掲載されていたが、同時に廃止）。
ランキング発表とは別に記者発表や舞台挨拶などの芸能ニュースを紹介する。若手女性タレントを紹介するなどが「お父さん」向けの構成となっている。
このコーナーが『ブロードキャスター』の瞬間最高視聴率になることが多く、『王様のブランチ』の「TBS瞬間最高視聴率ランキング」では上位の常連であった。
1996年、TBSはTBSビデオ問題を機にワイドショーから撤退したが、「ワイドショー講座」は『ブロードキャスター』とともに存続した。

## 出演者
- コーナー進行役：山瀬まみ(1991.10〜2008.9)
2006年8月5日は山瀬が夏休みを取ったため、久保純子が代わりに進行した。

ゲスト
2008年1月12日より、その週のワイドショーや当コーナー内で登場した人物を1人コーナーゲストとして招き、トークするコーナーを設けた。晩年は年間ランキング発表においても、スタジオにゲストを呼んでいた（2006年は蛯原友里、2007年は藤原紀香）。

## 放送時間
22時台終盤に放送される。
プロ野球のオールスターゲームや日本シリーズ中継時、重大な事件・事故、天変地異などのような事例以外の、通常の野球中継や特番などで番組が30分遅れてスタートしても、通常時のコーナー開始時間とほぼ同じ、概ね22時50分 - 23時00分の間に放送されている（特集1・2の後に当コーナーを放送）。
2007年8月11日の放送では、番組開始が30分遅れたのに対して本コーナーも30分遅れになり、8月18日の放送でもコーナー開始が15分遅れた（両日とも「バレーボール女子ワールドグランプリ」中継延長により）。
2008年5月31日放送分（バレーボール男子北京五輪世界最終予選中継延長により番組開始45分遅れ）では通常通りの時間に放送された。

## ランクインした主な話題
- オウム真理教問題
1995年の地下鉄サリン事件の発生時および麻原彰晃の逮捕時にはワイドショーもそれを集中的に取り上げたため、他の話題が全くなくランキングがつけられない程の状態になった。1995年の年間ランキング1位はオウム関連時間となり放映時間は1272時間19分だった。
- 統一教会問題：1992年の年間1位
- 北朝鮮問題
- アメリカ同時多発テロ事件関連ニュース
- イラク問題
- 芸能の話題
芸能人の結婚・離婚・スキャンダルなど。進行役の山瀬まみ自身は、1999年の結婚で初ランクインした（1999年7月3日放送、第6位・44分3秒）。
- スポーツの話題
- 政治の話題
- 重大な事件・事故

## 年間の一位
- 1991年 大林雅美騒動 : 85時間27分55秒[3]
- 1992年 統一教会問題 : 75時間5分48秒
- 1993年 皇太子徳仁親王と小和田雅子の結婚の儀 : 282時間30分59秒
- 1994年 つくば妻子殺害事件 : 69時間49分59秒
- 1995年 オウム真理教 : 1272時間19分
- 1996年 ？
- 1997年 神戸連続児童殺傷事件 : 151時間5分59秒
- 1998年 ？
- 1999年 ？
- 2000年 ？
- 2001年 小泉内閣誕生：203時間56分51秒
- 2002年 ？
- 2003年 ？
- 2004年 ？
- 2005年 ？
- 2006年 北朝鮮問題 : 87時間16分40秒
- 2007年 ？

## 例外措置
- 1位にランクしたニュースが悲惨な事故・事件や訃報の場合、画面上は「第1位」というテロップを表示せず、項目だけを表示していた。その場合、ランキング明けのトークコーナーは設けられず、山瀬によるコメントで締められることが多かった。同様に、1位以外でも順位を表示しないことがあった。また、一部の皇室関係のニュースでも順位が表示されないことがあった。ただし、1998年にX JAPANのhideが死去した際には社会的にも大きく報じられた事から、例外的にランキング発表後に改めて詳細に解説したVTRを放送した。
- レギュラー出演者にまつわる著名人の自殺については取り上げない（ランクインした場合は順位・項目・放送時間がアナウンスされるのみ）。1999年の松宮一彦（元TBSアナウンサーで三雲孝江、土井敏之らの先輩）、2006年の甲斐智枝美（山瀬まみが所属するホリプロの元先輩）、2007年の大杉君枝（当時日本テレビアナウンサーで久保純子の父および福留功男の日テレ時代の部下）、2008年の川田亜子（元TBSアナウンサーで先輩の土井敏之と共演歴あり）などがその例である。

## 他番組の関連コーナー
- 当番組終了後、当番組と同じ部署（情報制作局情報センター情報一部）制作の情報番組『サンデージャポン』（以下『サンジャポ』、2008年10月12日）に福留功男がゲスト出演。「福留さんのためのワイドショー講座（ふくとめ - こうざ）」というパロディコーナーが設けられ、その後「福留さん黙認!みなさんのためのワイドショー講習（ふくとめ - もくにん - こうしゅう）」としてレギュラー化された。2009年1月11日よりコーナータイトルが「福留さん公認!みなさんのためのワイドショー講習（ふくとめ - こうにん - こうしゅう）」となったが、2010年2月以降は福留の冠が外され「サンジャポ的 今週のワイドショー講習（ - てき こんしゅう - こうしゅう）」となっている。ランキングは、当初「ロケ時間」の長い順（他番組の取材や通信社から配信されたニュースは下位になり「編集時間」順となる）としていたが、現在は「サンジャポスタッフの関心度順」となっている。
- 2009年7月20日より平日昼の情報番組『ひるおび!』にて「ワイドショー講座」[4]のタイトルでレギュラー放送が復活したが、東北地方太平洋沖地震（東日本大震災）発生後の2011年3月14日以降は放送されていないため、同年3月11日をもって打ち切りとなった。
- 2014年4月5日より土曜夜の情報ワイド番組『新情報7days ニュースキャスター』にて本コーナーの類似企画『ニュースワードランキング』が放送されている。
- 2019年4月27日にTBS系列で『ニュースキャスター平成最後の拡大SP!今夜復活!お父さんの平成ワイドショー講座』が放送され、「お父さんのためのワイドショー講座」も回顧された[5]。

## スタッフ
- ナレーター - 関口伸、沼尾ひろ子 → 鈴木まどか
関口は番組開始以来ナレーションを務めている。2007年12月29日の放送では、年間ランキングとその週のランキングの両方が発表されたため、その週のランキングは山田真一と住友七絵が担当した。